# Adolf Busemann
Adolf Busemann (Lubecca, 20 aprile 1901 – Boulder, 3 novembre 1986) è stato un ingegnere tedesco.
Laureatosi alla Università tecnica di Braunschweig nel 1924 in Ingegneria, lavorò come ricercatore presso la Società Kaiser Wilhelm dal 1925 al 1931, sotto la guida di Ludwig Prandtl. I suoi studi pionieristici sull'aerodinamica supersonica sono stati di fondamentale importanza (teoria dell'ala a freccia). Progettò un aeroplano per velocità supersoniche (biplano di Busemann) che si rivelò molto importante per il progresso dell'aerodinamica.